# Список млекопитающих, занесённых в Красную книгу Рязанской области

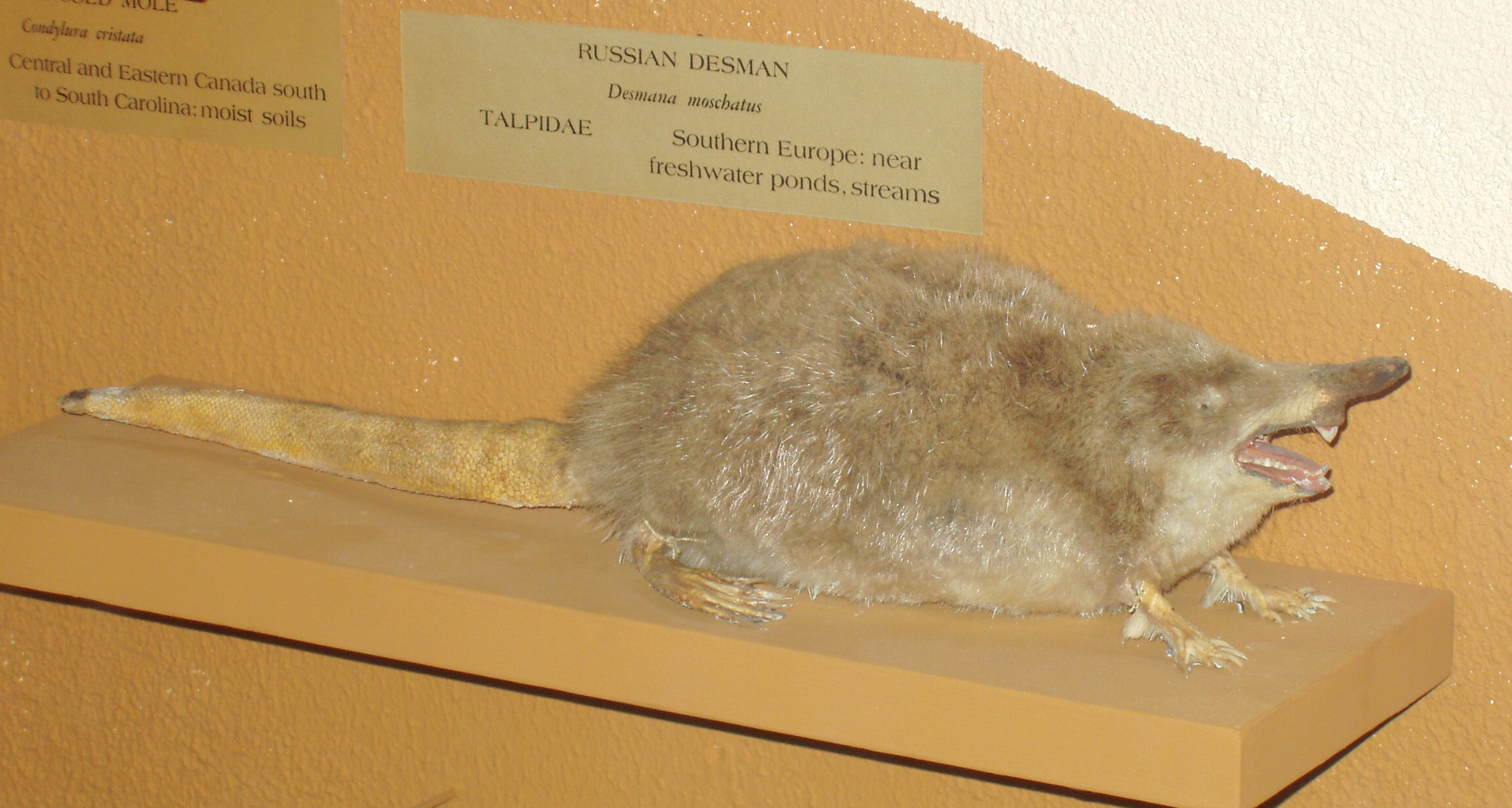
Русская выхухоль

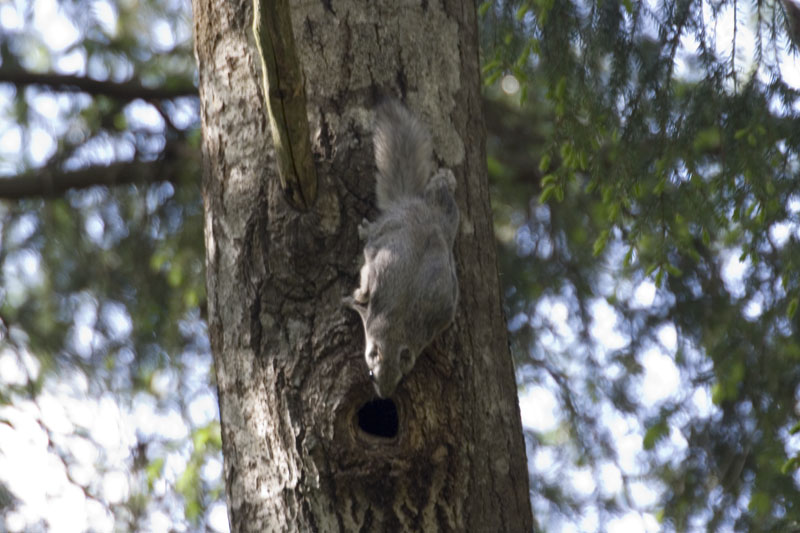
Обыкновенная летяга

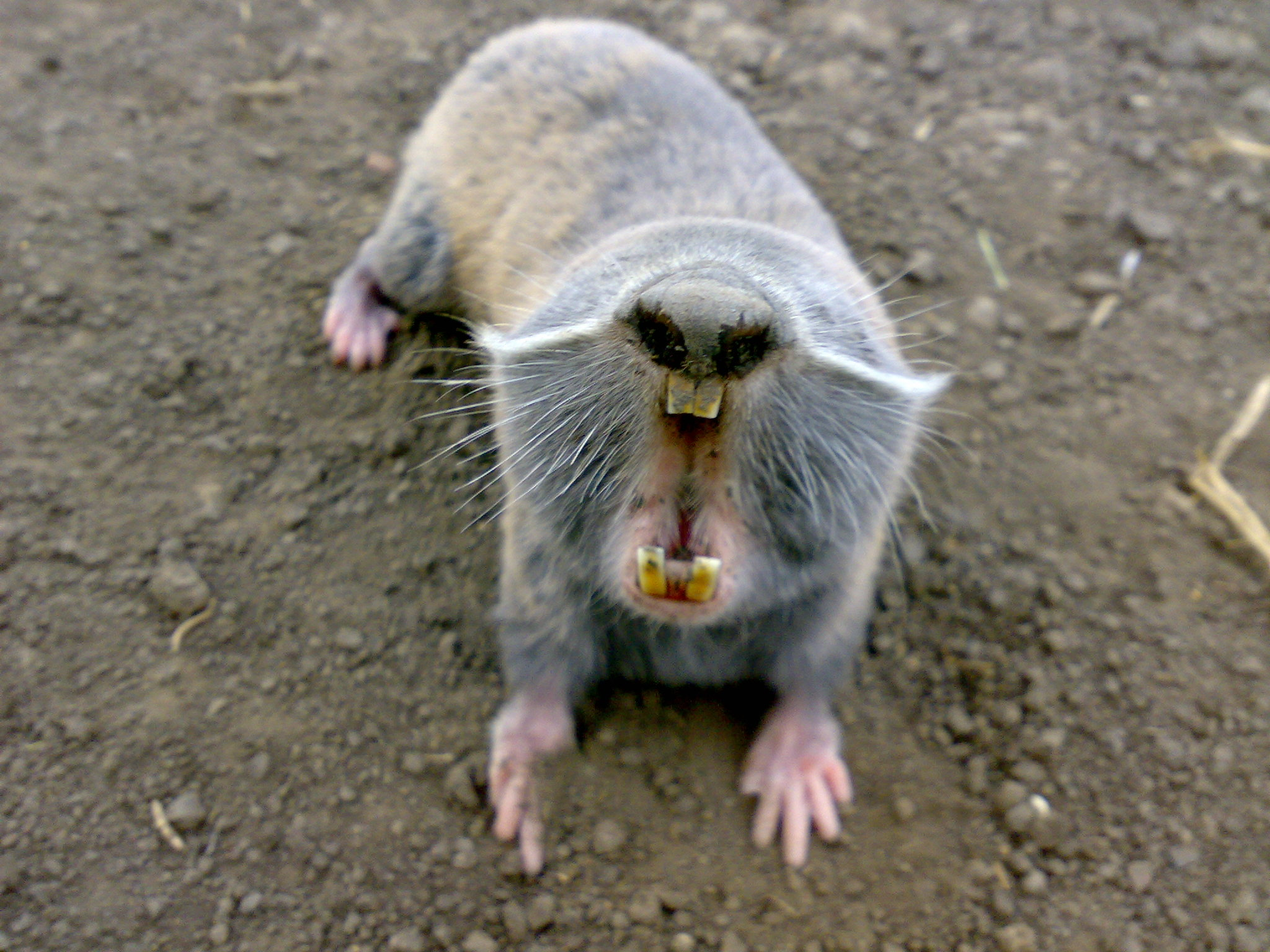
Обыкновенный слепыш

Постановлением министерства природопользования и экологии Рязанской области от 2 февраля 2010 года №1 утвержден перечень объектов животного и растительного мира, занесенных в Красную книгу Рязанской области.

## КлассМлекопитающие(лат.Mammalia)
- Русская выхухоль (лат. Desmana moschata, Linnaeus, 1758)2
- Крошечная бурозубка (лат. Sorex minutissimus, Zimmermann, 1780)3
- Равнозубая бурозубка (лат. Sorex isodon, Turov, 1924)4
- Ночница Наттерера (лат. Myotis nattereri, Kuhl, 1818)3
- Ночница Брандта (лат. Mvotis brandti, Eversmann, 1845)4
- Прудовая ночница (лат. Myotis dasycneme, Boie, 1825)4
- Нетопырь-карлик (лат. Pipistrellus pipistrellus, Schreber, 1775)3
- Малая вечерница (лат. Nyctalus ieisleri, Kuhl, 1819)4
- Гигантская вечерница (лат. Nyctalus lasiopterus, Schreber, 1780)3
- Северный кожанок (лат. Vespertilio nilssoni, Keys, et Bias., 1839)3
- Обыкновенная летяга (лат. Pteromys volans, Linnaeus, 1758)1
- Крапчатый суслик (лат. Citellus suslicus, G Idenstaedt, 1770)3
- Орешниковая соня (лат. Muscardinus avellanarius, Linnaeus, 1758)3
- Лесная соня (лат. Dryomys nitedula, Pallas, 1778)3
- Садовая соня (лат. Eliomys quercinus, Linnaeus, 1766)3
- Соня-полчок (лат. Glis qlis, Linnaeus, 1766)3
- Большой тушканчик (лат. Allactaqa jaculus, Pallas, 1778)2
- Обыкновенный слепыш (лат. Spalax microphtalmus, Guldenstaedt, 1770)1
- Серый хомячок (лат. Cricetulus migratorius, Pallas, 1773)3
- Обыкновенный хомяк (лат. Cricetus cricetus, Linnaeus, 1758)3
- Степная пеструшка (лат. Laqurus laqurus, Pallas, 1773)3
- Подземная полевка (лат. Microtus subterraneus, Selys-Lonqchamps, 1836)4